# 90-es busz (Lenti)
A lenti 90-es jelzésű autóbuszvonal az Autóbusz-állomás és Lentiszombathely között húzódik, amelyet a MÁV Személyszállítási Zrt. üzemeltet.

## Útvonala
| Autóbusz-állomás – Lentiszombathely | Lentiszombathely – Autóbusz-állomás |
| --- | --- |
| Autóbusz-állomás ➝ Ifjúság útja ➝ Templom tér ➝ Dózsa György út ➝ ➝ Mumor, Bem út ➝ Mumor, Damjanich út ➝ 7537 ➝ Lentiszombathely, Szombathelyi út ➝ Lentiszombathely, iskola | Lentiszombathely, iskola ➝ Lentiszombathely, Szombathelyi út ➝ 7537 ➝ Mumor, Damjanich út ➝ Mumor, Bem út ➝ ➝ Dózsa György út ➝ [Templom tér ➝ // Petőfi út ➝ Bánffy Miklós út ➝] Ifjúság útja ➝ Autóbusz-állomás |

## Közlekedése
Indításai minden nap történnek, míg hétköznaponta gyakori jelleggel, addig szombaton alig 4, vasárnap mindössze 1 járatpár vehető igénybe Lenti helyi bérlettel, jeggyel. Ellentétes irányban tanítási napokon egy járat a Bánffy úti óvoda érintésével érkezik a városi buszállomásra.
A vonalon az alábbi regionális autóbuszjáratok közlekednek:
- 6238, 6457, 6446, 6553, 6560

| Viszonylat                                | Indításszám       | Közlekedési rend          |
| ----------------------------------------- | ----------------- | ------------------------- |
| Autóbusz-állomás – Lentiszombathely, isk. | 16 oda, 12 vissza | tanítási napokon          |
| Autóbusz-állomás – Lentiszombathely, isk. | 13 oda, 11 vissza | tanszünetben munkanapokon |
| Autóbusz-állomás – Lentiszombathely, isk. | 4 oda, 5 vissza   | szabadnapokon             |
| Autóbusz-állomás – Lentiszombathely, isk. | 1 pár             | munkaszüneti napokon      |

## Megállóhelyei
| 0                                        | Autóbusz-állomás végállomás         | 0.0 km | 0 | 1, 2, 3, 35, 94 1184, 1187, 1193, 1625, 1639, 1641, 1643, 1658, 1669 6238, 6242, 6248, 6262, 6287, 6446, 6448, 6454, 6456, 6457, 6553, 6560, 6565, 6570, 6576, 6577, 6580, 6585 |
| Tanítási napokon 1 járat által érintett. |                                     |        |   | |
| ∫                                        | Bánffy úti óvoda                    | ∫      | ∫ | 1, 35, 94 6238, 6248, 6454, 6456, 6553, 6570, 6576 |
| 1                                        | Mumor, Törpe Csárda                 | 1.9 km | 3 | 1, 94 1187, 1193, 1625, 1639, 1658 6238, 6241, 6242, 6248, 6446, 6448, 6457, 6553, 6560, 6570, 6585                                                                             |
| 2                                        | Mumor, Damjanich utca 51.           | 2.4 km | 4 | 6238, 6446, 6457, 6553, 6560 |
| 3                                        | Lentiszombathely, Szombathelyi utca | 3.2 km | 5 | 6238, 6446, 6457, 6553, 6560 |
| 4                                        | Lentiszombathely, iskola végállomás | 3.9 km | 6 | 6238, 6446, 6457, 6553, 6560 |